# Тамара Бијелић
Тамара Бијелић (Београд, 3. фебруар 1985) српски је драматург.

## Биографија
По завршетку Земунске гимназије и студирања филозофије на Филозофском факултету, уписује Факултет драмских уметности где је дипломирала драматургију.
На Фестивалу интернационалног студентског театра (ФИСТ 03) радила је при билтену. За ФИСТ 04 ради као члан креативног тима фестивала и драматург помоћник на представи „Неограничене линије” - чешког редитељског двојца „СКУТР” у сарадњи са српским глумцима.
Радила је као асистент редитеља на неколико професионалних представа.

## Дела
- „Како сам заволео фудбал”, ДАДОВ, комад[2]
- „Станица компас”, ДАДОВ, комад[2]
- „Плес пацова”, комад[2]
- „Шесто чуло”, радио драма откупљена на конкурсу Радио Београда[2]
- „Добро јутро и довиђења”, сценарио за кратки филм
- „Уберлајф”, сценарио за експериментални филм[2]

Драматизације
- „Разбијени крчаг”[3][4]
- „Дон Жуан”[3][5]